# Charles de Hesse-Darmstadt
Pour les autres membres de la famille, voir Maison de Hesse.
Charles Guillaume Louis de Hesse et du Rhin, né le 23 avril 1809 à Darmstadt et mort le 20 mars 1877 dans la même ville est un prince hessois, fils de Louis II de Hesse et de Wilhelmine de Bade, général de cavalerie, membre de la chambre d'État et père du grand-duc Louis IV.

## Biographie
Le prince Charles de Hesse épouse le 22 octobre 1836 la princesse Élisabeth de Prusse (1815-1885), fille de prince Guillaume et de Marie-Anne-Amélie de Hesse-Hombourg et sœur de la reine Marie de Bavière. Le prince Charles est un oncle maternel par alliance du roi Louis II de Bavière.
Ils eurent quatre enfants :
- Louis IV de Hesse (1837-1892), successeur de son oncle Louis III, épouse en 1862 Alice du Royaume-Uni (1843-1878)
- Henri (1838-1900), contracte deux unions morganatiques en 1878, puis en 1892
- Anne (1843-1865), épouse en 1864 Frédéric-François II de Mecklembourg-Schwerin (1823-1883)
- Guillaume (1845-1900), contracte une union morganatique en 1884

Libéral, le prince a longtemps milité en faveur de l'octroi d'une constitution. Il est membre du parlement de 1834 à 1845 mais aussi général de cavalerie.
En 1848, le grand-duc Louis II meurt, laissant le trône à son fils aîné Louis III.
En 1862, le fils aîné de Charles, héritier à terme du trône, contracte une union brillante en épousant la princesse Alice du Royaume-Uni. Malheureusement, la jeune mariée est porteuse du gène de l'hémophilie et un de leurs fils en mourra prématurément. Deux ans plus tard sa fille Anne, confidente de son cousin le jeune roi Louis II de Bavière, épouse le grand-duc Frédéric-François II de Mecklembourg-Schwerin. La jeune femme meurt dès l'année suivante à l'âge de 22 ans.
En 1866, Louis III soutient l'empereur d'Autriche contre le roi de Prusse. Il est vaincu et la Hesse-Darmstadt, comme ses voisines, aurait été annexée à la Prusse si la sœur du grand-duc Marie de Hesse-Darmstadt n'avait pas été l'épouse du puissant Tsar Alexandre II de Russie (qui plus est, un neveu du roi de Prusse) qui s'entremet en faveur de sa belle-famille. En 1871, la Hesse-Darmstadt intègre le nouvel Empire allemand.
Le prince Charles meurt six ans plus tard peu avant son frère.